# Sebastian Mirow
Sebastian Mirow (* 15. Februar 1968 in Freiburg) ist ein deutscher Schauspieler, Sprecher  und Sänger.

## Leben
Mirow erhielt seine Ausbildung am Max Reinhardt Seminar in Wien zwischen 1989 und 1993. Von 1993 bis 1997 war er am Deutschen Theater Göttingen engagiert, wo er als Seymour in Der kleine Horrorladen und in Peter Pan (als Peter Pan) Erfolge feierte. Anschließend folgten Gastverträge an der Schaubühne am Lehniner Platz Berlin, am Staatstheater Darmstadt, am Staatstheater Karlsruhe sowie bei der Bremer Shakespeare Company, am Theater Freiburg, am Staatstheater Wiesbaden und am Stadttheater Bern. 1992 bis 1995 arbeitete er an den Salzburger Festspielen mit den Regisseuren  Andrzej Wajda
, Peter Stein und Luca Ronconi. Am Stadttheater Klagenfurt spielte Sebastian Mirow an der Seite von Hans Christian Rudolph in dessen letzter Rolle in Warten auf Godot unter der Regie von Frank Asmus.
Außerdem spielte er in verschiedenen Fernsehfilmen mit, u. a. als Kommissar in Glückskind von Michael Verhoeven. Ab 2004 gastierte Sebastian Mirow regelmäßig am Theater Baden-Baden, seit 2006 ist er festes Ensemblemitglied. Zu seinen Rollen hier gehören u. a. die Titelrolle in Cyrano de Bergerac, Karl Moor in Die Räuber von Friedrich Schiller, Wladimir in Warten auf Godot von Samuel Beckett und die Titelrolle in Faust I von Goethe. Seit 2006 arbeitet Sebastian Mirow  für den SWR und arte als Sprecher, u. a. als Erzähler im Hörbuch Die Engel von Sidi Moumen von Mahi Binebine im Rahmen der ARD-Themenwoche Toleranz.
Im Wintersemester 2008–2009 hatte Sebastian Mirow einen Lehrauftrag für Schauspiel an der Bayerischen Theaterakademie August Everding inne. Seit 2009 spielt  Mirow  in der SWR-Serie Die Fallers, die auf dem Schwarzwälder Fallerhof spielt, in dem er auch aufgewachsen ist.

## Filmografie (Auswahl)
- 2001: Happy Birthday (Fernsehserie)
- 2006: A letter to Clara (Dokudrama)
- 2008: Bloch: Schattenkind
- seit 2009: Die Fallers (Fernsehserie)
- 2012: Die Nonne und der Kommissar – Verflucht
- 2014: Glückskind
- 2017: Königin der Nacht (Fernsehspiel)
- 2017: Die Reste meines Lebens
- 2017: Tatort: Goldbach
- 2017: Kalt ist die Angst
- 2021: Tatort: Videobeweis
- 2025: Watzmann ermittelt (Fernsehserie, Folge Moderne Zeiten)

## Hörfunk-Features / -Dokumentationen
- 2011: Lizenz zur Spionage – Militärische Verbindungsmissionen im Kalten Krieg – Autor: Thomas Gaevert – SWR2 Feature, 55 Min.
- 2012: Der Zeitreisende von Ansbach – oder Wer war Oswald Levett? – Autor: Thomas Gaevert – SWR2 Tandem, 30 Min.
- 2017: Die Luftpiraten von Marienbad – Geschichte einer Flugzeugentführung – Autor: Thomas Gaevert – SWR2 Feature, 55 Min.
- 2018: Die Supergeheimen – Der Militärische Nachrichtendienst der DDR – Autor: Thomas Gaevert – SWR2 Feature, 55 Min.

## Theaterrollen
- Patrick Harper (Zorn / Janna Murray Smith, Regie: Otto Kukla )
- Douglas Bates und Heinrich Himmler (Dachau // Prozesse, Regie: Karen Breece, Dachau)
- Sir Robert Chiltern (Ein idealer Ehemann / Oscar Wilde,  Regie: C. Brier)
- Georg Danton (Dantons Tod / Georg Büchner, Regie: Irmgard Lange)
- Graf Leicester (Maria Stuart / F. Schiller / Lena Hackbarth)
- Jay Gatsby (Der Große Gatsby / F. Scott Fitzgerald – E. Marburg, Regie: C. Brier)
- Faust (Faust 1 / J. v. Goethe, Regie: H. Fuhrmann)
- Schlauberger (Die Vögel / Soren Voima / Aristophanes  Regie: H. Fuhrmann)
- Manfred (Manfred / Lord Byron / R. Schumann, Philharmonie Baden-Baden)
- Biff (Tod eines Handlungsreisenden / A. Miller, Regie: C. Brier)
- Sun (Der gute Mensch von Sezuan / B. Brecht, Regie: I. Lange)
- C. K. Dexter Haven (High Society, Musical von Cole Porter, Regie: Daniel Ris)
- Cäsar Octavius (Antonius & Cleopatra / Shakespeare)
- Nils Krogstadt (Nora / Ibsen, Regie: David M. Samorai, Staatstheater Wiesbaden)
- Tellheim (Minna von Barnhelm / E. Lessing, Regie: Irmgard Lange)
- Karl Moor (Die Räuber / F. Schiller)
- Wladimir (Warten auf Godot / S. Beckett, Regie: Harry Fuhrmann)
- Michel (Der Gott des Gemetzels / Y. Reza)
- Brick (Die Katze auf dem heißen Blechdach / T. Williams)
- Christian (Das Fest / Vinterberg/ Rukow)
- Dostojewski (Comedie Russe – Turgenjew trifft Dostojewski / Tom Peuckert, Regie: Volker Hesse, Uraufführung)
- Cyrano (Cyrano de Bergerac / Rostand)
- Estragon (Warten auf Godot / Samuel Beckett)
- Clavigo (Clavigo / Joh. Wolfgang v. Goethe)
- Rio Reiser (Der Kampf ums Paradies / Urauff., Pit Holzwarth)
- Mercutio (Romeo und Julia / Shakespeare)
- Adam (Das Maß der Dinge / Neil la Bute)
- Spiegelberg (Die Räuber / Rocktheaterfassung nach F. Schiller)